# Kálacsakra
A kálacsakra (szanszkritul: कालचक्र, kālacakra) a tantrikus buddhizmusban használt kifejezés, melynek jelentése „időkerék” vagy „időciklus”.

## A kálacsakra hagyomány
A kálacsakra egyaránt vonatkozik a vadzsrajána buddhizmus tantrikus istenségére (tib. jidam), valamint a filozófiákra és a meditációs gyakorlatokra, amelyek a kálacsakra tantrában és annak számos kommentárjában megtalálhatók. A kálacsakra tantrát helyesebb kálacsakra laghutantrának nevezni, amelyről úgy tartják, hogy az eredeti, már nem létező kálacsakra múlatantrának egy rövidített változata. Egyes buddhista mesterek állítják, hogy a kálacsakra a legelőrehaladottabb formája a vadzsrajána gyakorlatnak; bizonyára a legösszetettebb rendszer a tantrikus buddhizmuson belül.
A kálacsakra hagyomány az idő (kála) és a ciklus (csakra) koncepciója körül forog: a bolygók ciklusától az ember légzésciklusáig. Megtanítja, hogyan dolgozzunk a test legfinomabb energiáival a megvilágosodás felé vezető úton.
A Kálacsakra istenség egy buddhát fejez ki, és ennek megfelelően mindentudó. Mivel Kálacsakra az idő, és minden az idő befolyása alatt áll, Kálacsakra mindenről tud. Mindaddig, míg Kálacsakri és Kalicsakra, spirituális partnernője és kiegészítője, tudatában van mindannak, mi időtlen, korlátlan vagy az idő világán kívül esik. A Jab-Jumban – mint átmeneti és nem-átmeneti – elválaszthatatlanok. Hasonlóképpen, ahogy a kerék is kezdet és vég nélküli.

## A kálacsakra tantra
A kálacsakra tantra öt fejezetből áll, melyből az első kettőt „alap kálacsakrának” nevezik. Az első fejezet azzal foglalkozik, amit „külső kálacsakrának” is hívnak – vagyis a fizikai világgal – és különösképpen a kálacsakra naptárszámítási rendszerével, a világegyetemek születésével és halálával, a Naprendszerünkkel és az elemek működésével.
A második fejezet témája a „belső kálacsakra”, ami érinti a terhesség és a születés folyamatát, az emberi test és a tapasztalás rendszerét és a vadzsrakáját; az emberi fizikai létezés megnyilvánulását a csatornák, szél, csepp, stb. kifejezésekkel írja le. Egyesek az emberi tapasztalást négy tudatállapoton keresztül határozzák meg: ébrenlét, álom, mély alvás és a negyedik az, ami a szexualitáson keresztül válik hozzáférhetővé. Jellemzi azokat a potenciálokat (cseppeket), amik ezeket az állapotokat előidézik együtt azokkal a folyamatokkal, melyek ezekből származnak.
Az utolsó három fejezet az „egyéb” vagy „alternatív kálacsakra”, amely az úttal és a gyümölccsel foglalkozik. A harmadik fejezet ameditációra való felkészülést taglalja, ez a kálacsakra-beavatás. A negyedik magát a meditációs gyakorlatot magyarázza el, nem csak a mandalán és istenségein történő meditáció felépítő fázisát, hanem a hat jóga beteljesítő fázisát is. Az ötödik, egyben utolsó fejezet a megvilágosodás állapotát (gyümölcs) jellemzi, ami a gyakorlat eredménye.

## A beavatás

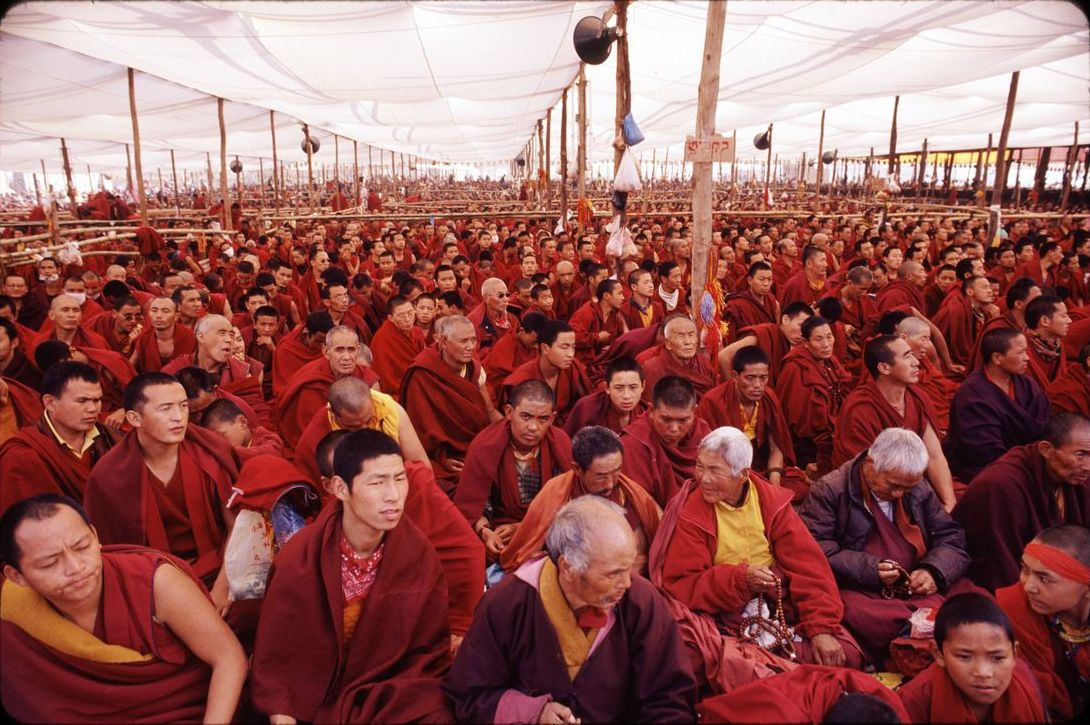
Szerzetesek a 2003. januári kálacsakra beavatáson, Bodh Gaya, India.

Mint minden vadzsrajána gyakorlatban, a kálacsakra beavatások során is a tanítványt felhatalmazzák arra, hogy gyakorolja a kálacsakra tantrát, mely a buddhaság elérését szolgálja. A kálacsakra beavatásoknak két fő lépése van, összesen tizenegy. A kettő közül az első a kálacsakra meditáció felépítő fázisára való felkészülésre vonatkozik, míg a második a kálacsakra hat jógájaként ismert beteljesítő fázisra készít fel. Azoknak, akik nem tervezik a teljes gyakorlat végzését, gyakran csak az alsó hét beavatást adják meg.
A kálacsakra homokmandalát az egyéni és a világbékéért, valamint a fizikai egyensúlyért egyaránt felajánlják. A dalai láma így magyarázza: „Olyan ez, mint amikor egy magot ültetsz el, aminek később karmikus hatása lesz. Nem szükséges jelen lenni a kálacsakra szertartáson ahhoz, hogy részesülj annak jótékony hatásaiban.”

## Asztrológia
A mondás, miszerint „ami kívül, az van belül” gyakran fellelhető a kálacsakra tantrában is ezzel is hangsúlyozva a hasonlóságokat és az összefüggést az emberi létezés és a világegyetem között; ez az elképzelés az alapja a kálacsakra asztrológiának, de a kálacsakra irodalomban taglalt más, még mélyebb kapcsolatoknak és összefüggéseknek is.
Tibetben a kálacsakra asztrológiai rendszer a tibeti asztrológiai naptár egyik legfontosabb építőköve. Az asztrológia a kálacsakrában nem tér el a nyugati rendszertől, bonyolult (és meglepően pontos) számításokat alkalmaz például a bolygók pontos helyének a meghatározására.

## Történelem és eredet

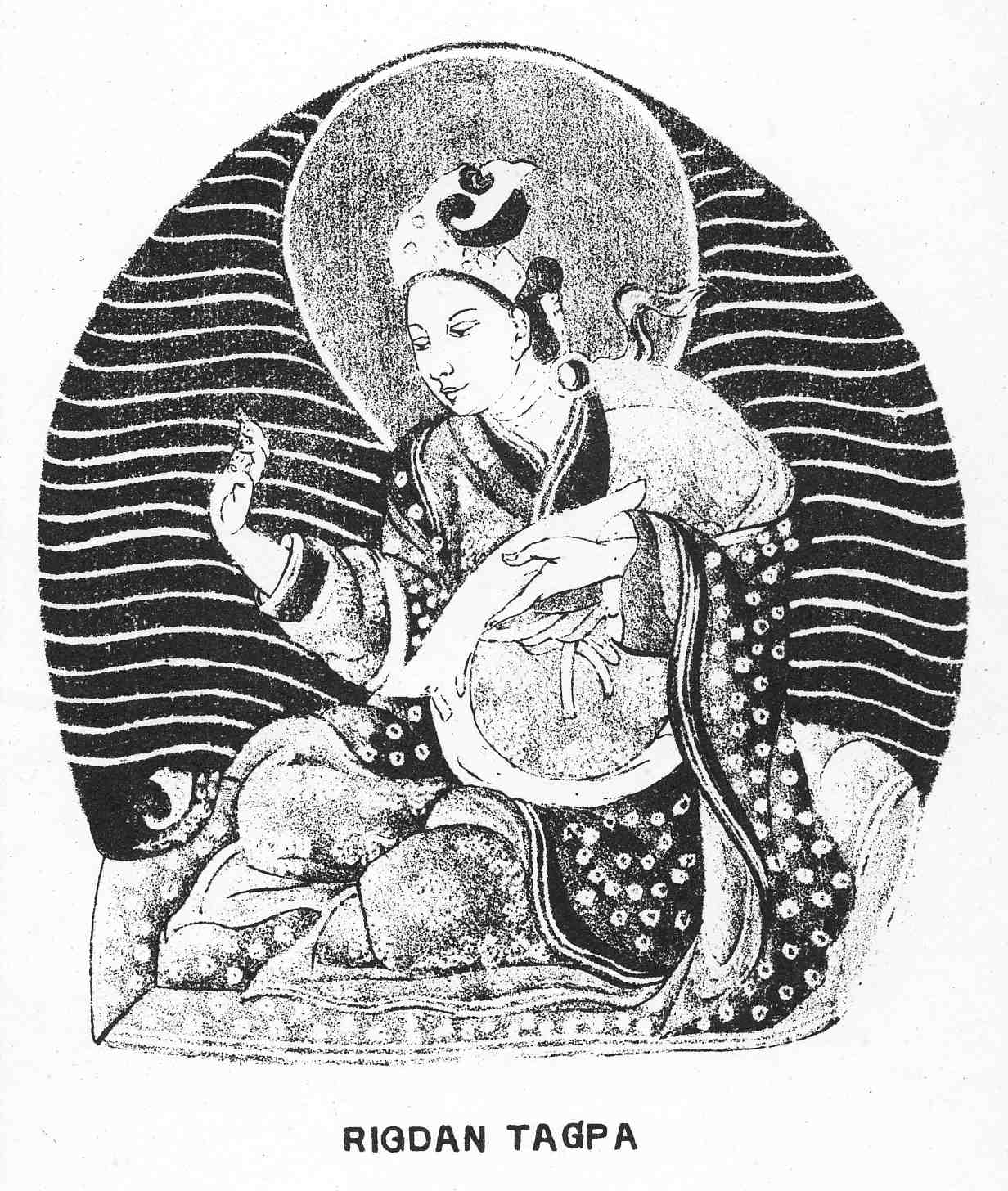
Mandzsushrí Kírti (Tib: Rigdan Tagpa), Sambhala királya.

A kálacsakra tantra szerint Sambhala királya, Szucsandra (tib. Dava Szangpo) olyan tanítást kért a Buddhától, mely lehetővé tette számára a dharma gyakorlását anélkül, hogy a világi élvezetekről vagy az uralkodással járó kötelezettségeiről le kellett volna mondania.
Kérésére a Buddha megadta az első kálacsakra gyökértantrát Dhanyakatakában (tibetiül Palden Drepung, a mai Amaravatihoz közel), egy kisvárosban a délkelet-indiai Ándhra Pradesean állítólag úgy, hogy ezzel egy időben (mivel egyszerre volt jelen két helyen) elmondta a Pradzsnyápáramita-szútrát a Keselyű-hegycsúcson, Bihárban. Úgy tartják, hogy Szucsandra király mellett még további kilencvenhat kisebb király és Sambhalából érkező küldött is megkapta a tanításokat. A kálacsakra így közvetlenül Sambhalába került, és évszázadokon keresztül kizárólag itt volt fellelhető. A későbbi Sambhala királyok, mint Mandzsusrikirti vagy Pundarika összetömörítették és leegyszerűsítették a tanításokat, ez lett a „Srí Kálacsakra” vagy „Laghutantra” és kommentárja a „Vimalaprabha”, melyek mint a kálacsakra irodalom szíve a mai napig fennmaradtak.
Az elbeszélések szerint Mandzsusrikirti (tib. Rigdan Tagpa) i. e. 159-ben született, és Sambhala felett uralkodott, melynek lakói közül 300 510-en a mlehhna (javana vagy „nyugati”) vallást követték, közülük néhányan napimádók voltak. Kiűzte az eretnekeket a földjéről, de később – miután meghallgatta kérésüket – lehetővé tette számukra, hogy visszatérjenek. Nekik és minden lény javára elmagyarázta a kálacsakra tanításokat. I. e. 59-ben fia javára lemondott a trónról, majd nem sokkal azután meghalt, és a buddhaság szambhogakája állapotába lépett.
A kálacsakrának jelenleg két fő hagyománya ismert. A Ra vonal (tib. Rva-lugs) és a Dro vonal (tib. ’Bro-lugs). Bár a kálacsakra szövegeknek nagyon sok fordítása volt szanszkritról tibetire, mégis a Ra és a Dro fordításokat tekintik a legmegbízhatóbbnak (a két vonalról többet ld. alább). A két vonal kissé eltérő módon magyarázza, hogyan kerültek vissza a kálacsakra tanítások Sambhalából Indiába.
Mindkét hagyomány megegyezik abban, hogy a kálacsakra és a hozzá tartozó kommentárok (gyakran hivatkoznak ezekre, mint a Bodhiszattvák testére) egy indiai pandit segédletével kerültek vissza Indiába i. sz. 966-ban. Ezt a személyt a Ra hagyományban Csilupának, a Dro hagyományban a Nagy Kálacsakrapadának hívják. Egyes tudósok, így például Helmut Hoffman szerint, ugyanarról a személyről van szó. A hagyomány első mesterei álneveket használtak, ezért a tibetiek által rögzített indiai szóbeli tanítások bővelkednek ellentmondásokban.
Azt mondják, Csilupa/Kalacsakrapada, miután útra kelt, hogy megszerezze a kálacsakra tanításokat Sambhalában, szembe találkozott a Kulika (Sambhala) királlyal, Durdzsajánával, aki mint Mandzsusrí jelent meg előtte, és látva tiszta szándékát, ráruházta a kálacsakra beavatást.
A visszafelé vezető úton Csilupa/Kalacsakrapada vitában legyőzte Nadapadát (tib. Naropát), a kor nagy buddhista központjának, a Nálanda egyetemnek a professzorát. Azután Nadapada (akit úgy is ismerünk, hogy a Kis Kalacsakrapada) beavatást nyert a kálacsakrába Csilupától/Kalacsakrapadától. A hagyományt ezután Indiában és Tibetben kettőjüktől eredeztetik. Nadapada elismertette a tanításokat a Nálanda közösséggel, és olyan mestereket avatott be a kálacsak, mint amilyen Atísa is volt (aki aztán Pindo Acsarját (tib. Pitopa) avatta be).
A tibeti történetet leíró Pag Sam Jon Zang és építészeti bizonyítékok arra utalnak, hogy a ratnagiri-i mahavihara (buddhista kolostor) Orisszában fontos központja volt az indiai kálacsakratantra elterjedésének.
A kálacsakra hagyomány a vadzsrajána buddhizmus egészével együtt a muszlim invázió élénkülésével eltűnt Indiából, és Nepálban lelt menedékre.

## Megjelenése Tibetben

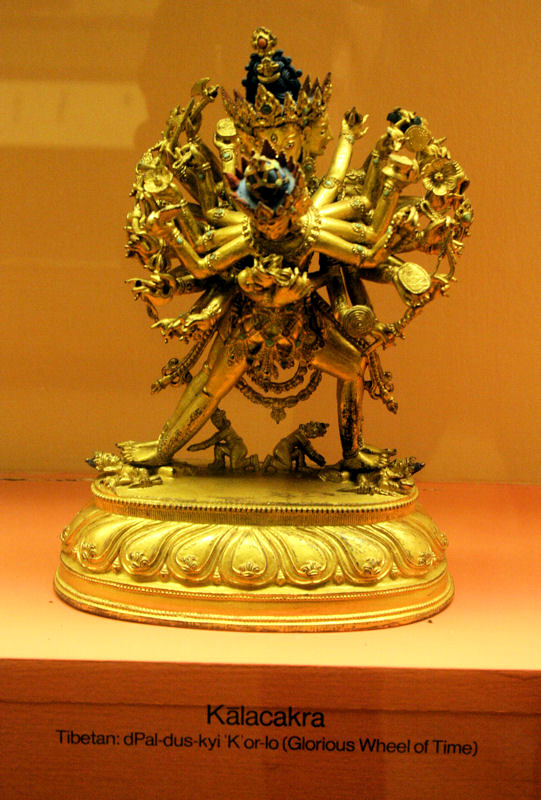
Kálacsakra szobor egy New York-i múzeumban.

A Dro vonalat Tibetben Nalandapa egyik kasmíri tanítványa, Pandita Szomanatha építette ki, aki 1027-ben (vagy 1064-ben, attól függően, melyik naptárt használjuk) utazott Tibetbe, fordítója pedig az a Droton Sherab Drak Lotsava volt, akiről a hagyományt elnevezték. A Ra vonalat Nalandapa egy másik kasmíri tanítványa, Szamantasri juttatta el Tibetbe, az ő fordítója Ra Choerab Lotsava volt (Ra Dordzse Drakpa).
A Ra vonal a tibeti buddhizmus szakja hagyományában vált különösen fontossá, ahol olyan kiemelkedő mesterek tartották fenn, mint Szakja Pandita (1182–1251), Drogon Cögyal Pagpa (1235–1280), Budon Rincsendrup (1290–1364) és Dolpopa Sherab Gyalcen (1292–1361). Az utóbbi kettő amellett, hogy a Dro vonalat is tartották, igen jól ismert tudósai voltak a kálacsakrának Tibetben, annak a gyakorlatnak, melyről úgy tartják, sok információval gazdagította Dolpopa sentongról alkotott magyarázatait. A kálacsakra gyakorlatra helyezett nagy hangsúly és a shentong magyarázata a legfontosabb megkülönböztető jegyei a dzso-nang iskolának, mely egészen Dolpopáig vezethető vissza.
A kálacsakra-tanítás későbbi megjelenése a nagy dzso-nang tudós, Taranatha (1575–1634) nevéhez fűződik. A 17. században a gelugok vezette tibeti kormány törvényen kívülinek minősítette a dzso-nang iskolát, a legtöbb kolostorát bezáratta vagy megtérésre kényszerítette. Dolpopa, Taranatha és más shentong tudósok írásait betiltották. Fura módon, a gelug vonal ezzel egy időben vett át nem kevés tanítást a dzso-nang kálacsakra hagyományból.
Napjainkban a kálacsakrát a tibeti buddhizmus mind a négy iskolája gyakorolja, habár legerőteljesebben a gelugoknál jelenik meg. Ez a legfőbb tantrikus gyakorlata a dzso-nang iskolának, ami a mai napig megtalálható egy-két kelet-tibeti kolostorban. Folyamatos erőfeszítés zajlik, hogy a dzso-nang hagyományt hivatalosan is elismerjék, mint a tibeti buddhizmus ötödik iskoláját.

## Kálacsakra gyakorlat napjaink tibeti buddhista iskoláiban
Budon Rincsdrupnak (ld. még Buton Rincsen) tekintélyes szerepe volt a későbbi kálacsakra fejlődésének a gelug és szakja hagyományokban, míg Dolpopának a dzso-nang hagyományban, melyből a kagyü, nyingma és a szakják carpa ága is merít. A nyingmák és a kagyü a Dzsu Mipam és a Nagy Dzsamgon Kongtrul terjedelmes dzso-nang ihlette kálacsakra kommentárjaira hagyatkoznak, mindkettőjük nagy érdeklődést mutatott e hagyomány iránt. A szakják carpa ága továbbra is a dzso-nang szerint gyakorolja a kálacsakra hatágú jógáját.
Meg kell azonban jegyezni, hogy sok egyéb befolyás és átfedés is van a különböző hagyományok között, és maga a dalai láma is elfogadhatónak tartja, hogy valaki, miután az egyik kálacsakra hagyományba beavatást kapott, egy másikat gyakoroljon.

## Gelugpa

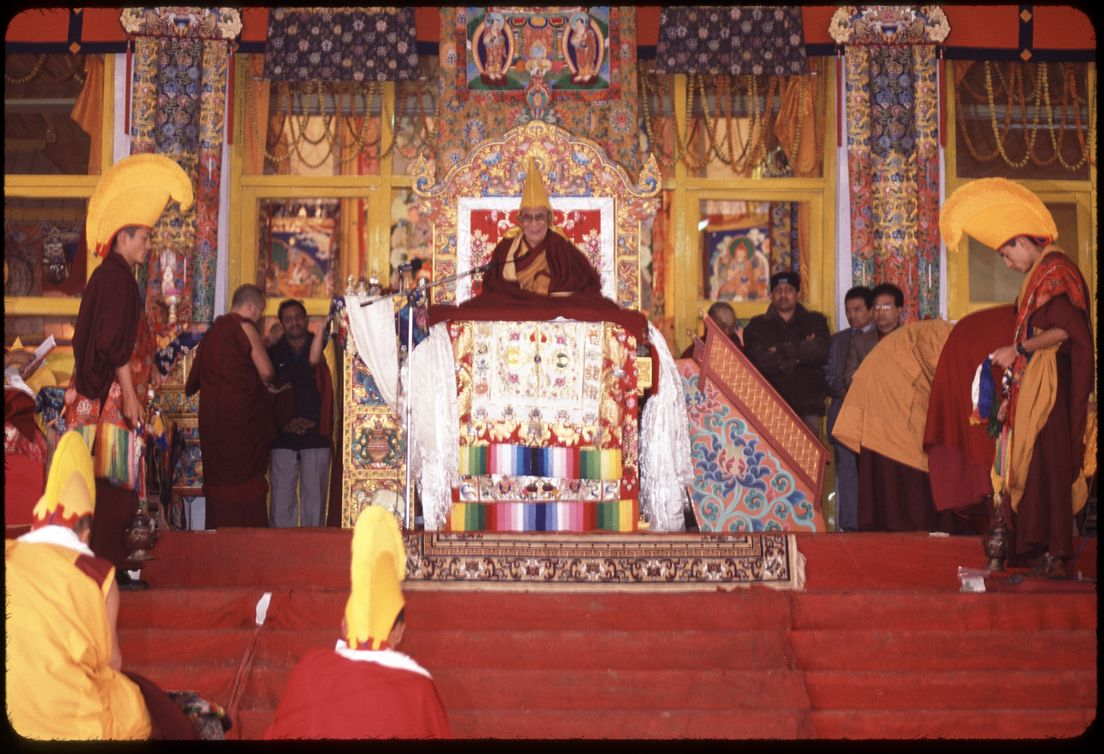
A Dalai Láma elnököl a Kalacsakra beavatáson (Bodhgaya, 2003. január)

A dalai lámák, különösen az 1., a 2., a 7., a 8. és a jelenlegi (14.) fokozott érdeklődést mutattak/mutatnak a kálacsakra gyakorlat iránt. A jelenlegi dalai láma már eddig is harminc kálacsakra-beavatást adott világszerte, és napjaink legismertebb élő kálacsakra vonaltartója. A „Kalacsakra a világbékéért” jeligével emberek tízezreit vonták be. Általában nem jellemző, hogy egy beavatást nagyszámú gyülekezetnek adjanak, de a kálacsakra mindig kivételt képezett. A dalai láma, Kalu Rinpocse és mások úgy mondták, hogy ennek a tantrának a nyilvános magyarázata szükségszerű a jelenlegi, torzult világnézetű korban. Bár a beavatást a többség áldásként kapja, sokan vannak, akik kötelezettséget vállalnak, azután elkezdik a gyakorlatot.
A 14. dalai láma által adott Kalacsakra-beavatások:
- 1. Norbu Lingka, Lhásza, Tibet, 1954. májusa
- 2. Norbu Lingka, Lhásza, Tibet, 1956. áprilisa
- 3. Dharamszala, India, 1970. márciusa
- 4. Bylakuppe, Dél-India, 1971. májusa
- 5. Bodh-Gaja, India, 1974. decembere
- 6. Leh, Ladak, India, 1976. szeptembere
- 7. Deer Park Buddhist Center, Madison, Wisconsin, USA, 1981. júliusa
- 8. Dirang, Arunácsal Prades , India, 1983. áprilisa
- 9. Lahaul és Szpiti, India, 1983. augusztusa
- 10. Rikon, Svájc, 1985. júliusa
- 11. Bodh-Gaja, India, 1985. decembere
- 12. Zanszkár, Ladak, India, 1988. júliusa
- 13. Los Angeles, USA, 1989. júliusa
- 14. Sarnath, India, 1990. decembere
- 15. New York, USA, 1991. októbere
- 16. Kalpa, Himácsal Prades, India, 1992. augusztusa
- 17. Gangtok, Sikkim, India, 1993. áprilisa
- 18. Jispa, Himácsal Prades, India, 1994. augusztusa
- 19. Barcelona, Spanyolország, 1994. decembere
- 20. Mundgod, Dél-India, 1995. januárja
- 21. Ulánbátor, Mongólia, 1995. augusztusa
- 22. Tabo, Himácsal Prades, India, 1996. júniusa
- 23. Sydney, Ausztrália, 1996. szeptembere
- 24. Salugara, Nyugat-Bengál, India, 1996. decembere
- 25. Bloomington, Indiana, USA, 1999. augusztusa
- 26. Key Monastery, Szpiti, Himachal Pradesh, India, 2000. augusztusa
- 27a. Bodh-Gaja, Bihár, India, 2002. januárja (elhalasztva)
- 27b. Graz, Ausztria, 2002. októbere
- 28. Bodh-Gaja, Bihár, India, 2003. januárja
- 29. Toronto, Kanada, 2004. áprilisa
- 30. Amaravati, Guntur, India, 2006. januárja

Kirti Censhab Rinpocse (1926–2006), a 9. Kalka Dzsecün Dampa Rinpocse, Dzsado Rinpocse és az idős Gen Lamrimpa (?-2003) szintén a gelug iskola kiemelkedő kálacsakra mesterei közé tartoztak.

## Kagyü

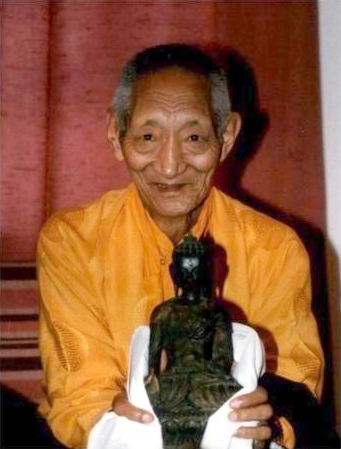
Kalu Rinpocse 1987-ben a Kagyu Rintchen Tcheu Ling-en (Montpellier, Franciaország)

A karma kagyü és a shangpa kagyü iskolákban gyakorolt kálacsakra hagyomány a dzso-nang hagyományból származik, és az a Nagy Dzsamgon Kongtrul rendszerezte, akinek a szövegét jelenleg is használják a beavatások során. A második és a harmadik Dzsamgon Kongtrul Rinpocse (1954–1992) szintén kiemelkedő Kalacsakra vonaltartók voltak, utóbbi legalább egy alkalommal nyilvános beavatást is adott Észak-Amerikában (Toronto, 1990).
A kagyü vonal vezető kálacsakra vonaltartója Kalu Rinpocse volt (1905–1990), aki számos alkalommal adott beavatást Tibetben, Indiában, Európában és Észak-Amerikában (pl. New York, 1992). Halálával ezt a tisztséget szeretett fia, Bokar Rinpocse (1940–2004) vette át, aki Kenpo Lödro Donyo Rinpocsének adta azt tovább. A Bokar Kolostor, melynek jelenlegi vezetője Donyo Rinpocse, egy Kalacsakra sztúpának és a kagyü vonal fontos kálacsakra elvonulási központjának ad otthont. Tenga Rinpocse szintén kiemelkedő kagyü őrzője a kálacsakrának; 2005. augusztusban a lengyelországi Grabnikban adott beavatást. Lopön Csecsu Rinpocse a dél-spanyolországi Karma Guen buddhista centrumban adott kálacsakra beavatást, és építtetett egy Kalacsakra sztúpát. További fontos kálacsakra mester még Beru Kjence Rinpocse. Csögyam Trungpa Rinpocse, bár nem tartozik a híres kálacsakra mesterek közé, mégis életének későbbi szakaszában igen közel került ahhoz, amit ő maga Sambhala tanításoknak nevez – ezek a kálacsakra hagyomány egyik részét képezik – különösen pedig a tudat termához, amit Kalkitól kapott.

## Nyingma
A múlt és a jelen kiemelkedő nyingma kálacsakra mesterei Dzongszár Kjence Csökji Lodrö (1894–1959), Dilgo Kjence Rinpocse (1910–1991) és Penor Rinpocse (1932–2009).

## Szakja

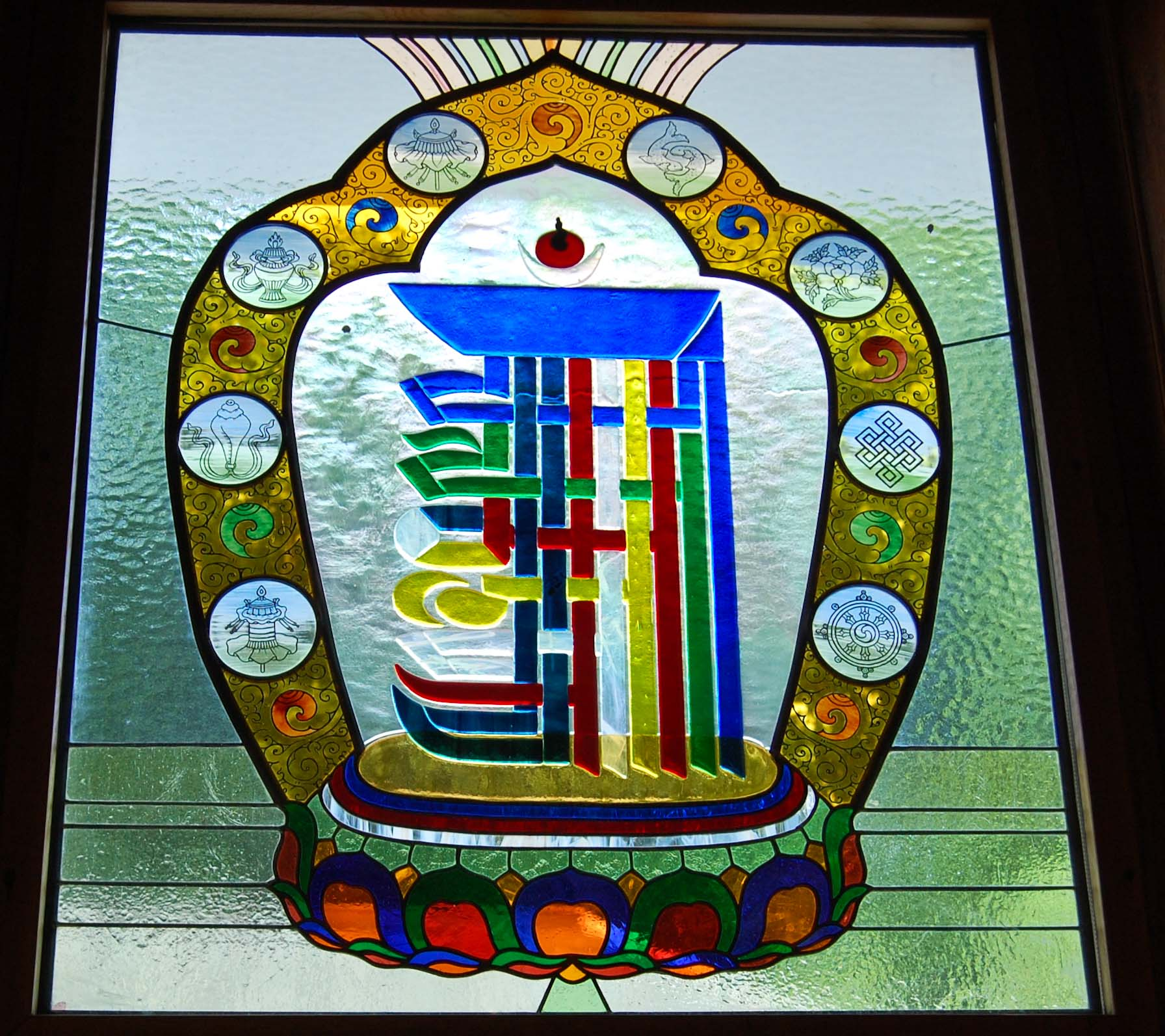
Kalacsakra tízszeres erősségű szimbóluma ólomüvegben ábrázolva

Szakja Trizin, a szakja vonal jelenlegi vezetője, több alkalommal adott kálacsakra beavatást, és a gyakorlat elismert mestere.
A szakja mester Csögye Tricsen Rinpocse a kálacsakra tanítások egyik legfontosabb továbbvivője. Csögye Rinpocse a carpa iskola vezetője, ami a tibeti buddhizmus szakja hagyományának egyik fő iskolája a három közül.
Az egyik előző Csögye Tricsen Rinpocse, Kjenrab Csoje (1436–97) miután megpillantotta a női tantrikus istenséget, Vadzsrajóginit a közép-tibeti Drak Yewánál, mélyreható tanításokat és beavatásokat kapott tőle. Vadzsrajógini két alakban bukkant fel Drak Yewa sziklái közül, az egyik vörös volt, a másik fehér, és Kjenrab Csojénak adományozta a Kalacsakra beavatást. Amikor bizonyítékot akart szerezni mindehhez, kísérője egy kusha füvet mutatott neki, amit Kjenrab Csoje elhozott magával a beavatásról. Még senki nem látott ilyen füvet ebben a világban, a száraz fűszál teljes hosszában szivárványfényben ragyogott. Ez a Vadzsrajóginitől származó közvetlen átadás a legrövidebb, a világon eddig létező legközvetlenebb átadása a kálacsakra-meghatalmazásnak és tanításoknak. Mindemellett Kjenrab Csoje, akit Mandzsusri emanációjának is tekintik, előző életeiben Sambhala Rigden királya volt több alkalommal, és számos indiai buddhista mester alakjában is megjelent. Mindezek jól demonstrálják egyedi viszonyát a kálacsakra hagyománnyal.
Csögye Tricsen Rinpocse hat különböző kálacsakra beavatás tartója, melyek közül négy (bulug, dzso-nang, maitri-gyatsa és domdzsung) a Gyude Kuntuban található, ami a Dzsamjang Kjence Wangpo és tanítványa, Loter Wangpo által szerkesztett Tantrák Gyűjteménye. Rinpocse mind a hat meghatalmazást Szakja Trizinnek, a tibeti buddhizmus szakja vezetőjének ajánlotta. A Rinpocse kálacsakra beavatást adott Tibetben, Mustangban, Katmanduban, Malájziában, az Egyesült Államokban, Tajvanon valamint Spanyolországban, és széles körben nagy kálacsakra szakértőként ismerik el. 1988-ban az Egyesült Államokba, Bostonba utazott, ahol beavatást és teljes magyarázatot adott a kálacsakra vadzsrajóga hatágú gyakorlatához a dzso-nangpa hagyomány szerint. Csögye Rinpocse hosszan tartó kálacsakra elvonuláson vett részt, ahol Dzsecün Taranatha szerint gyakorolta a dzso-nangpa iskola hatágú jógáját (sadangayoga). Így tehát Csögye Rinpocse folytatta elődje, Kjenrab Csoje hagyományát, aki a Sambhala királyok inkarnációja volt, és a kálacsakra beavatást közvetlenül Vadzsrajóginitól kapta. Amikor Csögye Rinpocse fiatal volt, az egyik tanára azt álmodta, hogy a Rinpocse Sambhala királyának fia a tisztaföldön, ahol a Kalacsakra hagyományt őrzik. (ld. Csögye Tricsen Rinpocse életrajzát: Búcsú a négy ragaszkodástól, Snow Lion Kiadó, 2003.)

## Dzso-nang
Bár hivatalosan nem elismert iskola a tibeti buddhizmusban, a dzso-nang hagyomány mégis nagyon fontos részét képezi annak, mivel megőrizte a kálacsakra gyakorlat vonalát, különösen ami a gyakorlatok beteljesítő fázisát illeti. Valójában a kálacsakra jelenti a fő tantrikus gyakorlatot a dzso-nang hagyományban. Kenpo Kunga Sherab Rinpocse a kálacsakra egyik ma is élő dzso-nangpa mestere. A Dzso-nang, vagyis Jonang hagyományvonal vonaltartó mestere Shar Khentrul Jamphel Lodrö napjainkban is tanítja a Dzso-nang, vagyis Jonang hagyományvonal Kálacsakra, vagyis Kalachakra tanításait, elérhetővé téve a nyugati emberek részére is. 2015 óta járja a világot, Európát is beleértve. 2019-es Európai útja során is számos tanítást, beavatást fog adni. Magyarországon is létezik  a tanítványaiból álló  Kalachakra gyakorlócsoport : https://www.facebook.com/KalachakraHungary/.

## Vita
A nyugati világban a kálacsakra tantra időről időre vita tárgya, mert a szöveg olyan részeket is tartalmaz, amiket az iszlám demonizálásaként is lehet értelmezni. Ez leginkább akkor merül fel, amikor a buddhisták és az ún. barbárok (szkt. mleccha) közt dúló, majdani szent háborúról olvashatunk próféciákat. A Kálacsakrában egy helyen ez áll (Sri Kalacsakra I. 161.): „A Csakravartin a kor végén megjelenik az istenek formálta városból, Kailásza hegyén. A csatában négy részből álló seregével lesújt a barbárokra a Föld egészén.”
Bár a Kálacsakra egy jövendő vallási háborút jósol meg, ez ellentétben áll a mahájána és a théraváda buddhisták fogadalmaival, ezek ugyanis tiltják az erőszakot. Alexander Berzin szerint a kálacsakra nem az emberek ellen elkövetett erőszakot, hanem sokkal inkább azon belső mentális és érzelmi agresszió elleni fellépést támogatja, mely intoleranciában, gyűlöletben, erőszakban és háborúban nyilvánul meg. A 15. századi gelug író, Kaydrubjey a „szent háborút” szimbolikusan értelmezi, szerinte a tanítások elsősorban egy belső küzdelemre utalnak, amit a vallásos gyakorlónak belső démoni és barbár szokásai ellen kell megvívnia. Ez a megoldás az erőszakra, mivel a Kalacsakra szerint a külső körülményeket a lények tudatáramának belső állapota határozza meg. Ebben az értelemben a megjövendölt háború a tudatban és az érzelmekben zajlik. Ez azt mutatja, ahogy a vallás és ideológia nevében elkövetett erőszak egykori elvét a magasztos erkölcsi erő, az éleslátás és a spirituális bölcsesség váltja fel.
A tantrikus ikonográfiákon megjelenő éles fegyverek, pajzsok és tetemek hasonlóképpen ellentmondanak azokkal a békés tanokkal, melyek az agresszió átalakítására szolgáló eszközként értelmezik ezeket, amik segítségével az illúzió és az ego legyőzhetővé válik. Kalacsakra és dharmapala védelmezője, Vadzsravega egyaránt kardot és pajzsot fog második jobb és bal kezében. Ez Buddha Márá feletti diadalának és valamennyi érző lény feletti védelmének a kifejeződése. Robert Beer, a jelképek kutatója az alábbiakat írja a tantrikus ikonográfia fegyvereiről, és említést tesz a speciális temetőkről (’charnal ground’) is:
Nagyon sok fegyver és eszköz a csatamezők erőszakos világából és a speciális temetőkben használt szertartásokról származik. Mint a pusztítás, a mészárlás, a feláldozás és a szellemidézés ősi képeit, kicsavarták ezeket a gonosz kezéből, és szimbolikusan annak legmélyebb gyökere ellen fordították, az önmagát ajnározó és létezőnek tekintő elképzelés ellen, amiből az öt méreg (a nemtudás, a vágy, a harag, a büszkeség és a féltékenység) származik. A sziddhák, dakinik, haragos és félig haragos jidamok, védelmezők és dharmapálák kezében ezek az eszközök tiszta jelképekké váltak, az átalakítás fegyverévé és az istenségek erőteljes együttérzésnek kifejeződésévé, melyekkel kegyetlen módon végeznek az elbizakodott ego számos képzetével.
A prófécia egy másik értelmezés szerint a Közép-Ázsiába és Indiába behatoló iszlámra vonatkozik, amely tudatosan pusztította el a buddhista vallást ezeken a területeken. A jövendölés részletesen jellemzi az eljövendő megszállókat, és (nem-erőszakos) módszereket kínál a buddhista tanítások megmentésére a csapások elől.
Az egyik értelmezés szerint azok a buddhista tanítások, melyek egy katonai konfliktust festenek le – ilyen elemek a kálacsakra tantrában és a Gesar eposzban is fellelhetők – megtanítják a harcias karmikus tendenciával bíró embereket arra, hogyan fékezzék meg tudatukat. A Kálacsakra azon részei tehát, melyek vallásháborút sugallnak úgy is tekinthetők, mint tanítások, amik elejét veszik az erőszaknak és a vallásos igazságszolgáltatásnak, és a szeretet és együttérzés kifejlesztését szolgálják.
A kálacsakra tanítások egy másik része igen negatívan jellemzi a nőket. Az 1999-es illinois-i Kalacsakráról tartott előadásán a dalai láma csaknem bocsánatot kért a nőkről szóló szövegrész látszólagos keménysége miatt és jelezte, hogy ez a rész kifejezetten a szerzetesekhez szól, akiknek kerülniük kell a nőket. További vitára ad okot – különösen nyugaton – a tanítások szexualitásra vonatkozó része és a kálacsakra festményeken látható egyesülésben lévő párok grafikus ábrázolása. A nemi egyesülés eksztatikus állapota elemi része a kálacsakra gyakorlatnak, de mindenkit óva intenek ettől a gyakorlattól, mert az alapvető emberi ösztönök könnyen elejét vehetik a tiszta látásmódot igénylő gyakorlatnak.

## Lásd még
- Kalacsakra sztúpa
- Karma kagyü
- Gyémánt Út Buddhista Közösség
- Táje Dordzse
- Ole Nydahl láma
- Serab Gyalcen rinpocse
- Dalai láma
- Tibeti buddhizmus